# Caecognathia rhektos
Caecognathia rhektos är en kräftdjursart som beskrevs av Kensley, Schotte och Gary C.B. Poore 2009. Caecognathia rhektos ingår i släktet Caecognathia och familjen Gnathiidae. Inga underarter finns listade i Catalogue of Life.